# Franciszek Morawski
Pour les articles homonymes, voir Morawski.
Franciszek Dzierżykraj Morawski, né le 2 avril 1783 à Pudliszki (Pologne) et mort le 12 décembre 1861 à Lubonia, est un homme de lettres et officier polonais, général de division, ministre de la guerre pendant l'insurrection de 1830-1831 du royaume de Pologne contre le tsar Nicolas Ier.
Il n'a pas de liens de parenté avec deux autres ministres de ce gouvernement, les frères Théophile et Théodore Morawski.

## Biographie

### Origines familiales et formation
Issu d'une famille de Grande-Pologne, il est le fils de Wojciech Morawski et de Zofia, née Szczaniecka.
Il reçoit sa première éducation dans la maison familiale et est encore enfant lorsque la Grande-Pologne est annexée par la Prusse lors des deuxième et troisième partages de la Pologne. 
Il fait ses études secondaires dans un collège de Leszno avant de partir à l'université de Francfort où il étudie le droit. Il travaille un moment au tribunal de Francfort, puis exerce la fonction de juge assesseur à Kalisz.

### Au service de la Grande Armée (1806-1814)
En novembre 1806, alors que la Grande Armée vient de vaincre la Prusse à Iéna et occupe la Grande-Pologne, il répond à l'appel lancé par Jean-Henri Dombrowski et s'engage à Poznań dans la garde d'honneur de Napoléon, puis sert en tant que sous-lieutenant au 1er régiment d'infanterie. Au début de 1807, il prend part à la bataille de Tczew contre la Russie et est promu lieutenant, puis participe au siège de Dantzig où il devient capitaine. Après le siège de Kolberg il est décoré de la croix de chevalier de Virtuti Militari. 
Lors des traités de Tilsit (juillet 1807), Napoléon recrée un État polonais, le duché de Varsovie, dont fait partie la Grande-Pologne.
Durant la guerre de la Cinquième Coalition contre l'Autriche, en 1809, il est aide de camp du général Stanisław Fiszer. Au cours de la bataille de Raszyn (14 avril), il est promu lieutenant-colonel. Le 4 mai, il est nommé chef de bataillon au 12e régiment d'infanterie et se bat à Sandomierz. 
Dans les années 1811-1812, il est en garnison à la forteresse de Modlin.
Pendant la campagne de Russie, il commande la 16e division d'infanterie. À la suite de la bataille de Smolensk, il devient chef d'état-major de la 18e division d'infanterie. Il est promu colonel le 8 octobre 1812 et s'illustre lors de la bataille de Winkowo, ce qui lui vaut la croix de chevalier de la Légion d'honneur, puis il prend part à la bataille de la Bérézina. 
Après la retraite de Russie, il est affecté à l'état-major du prince Józef Antoni Poniatowski, commandant en chef de l'armée du duché de Varsovie. Lors de la campagne d'Allemagne de 1813, il devient chef d'état-major de la première division de cavalerie et prend part à la bataille de Leipzig. Dans les années 1813-1814 il est chef d'état-major de l'armée polonaise. 
Après la campagne de France et l'abdication de Napoléon (avril 1814), il est envoyé au Danemark pour chercher les prisonniers de guerre polonais.

### Au service du royaume de Pologne (1815-1830)
À partir du 5 février 1815, il sert dans l'armée du royaume de Pologne, que le congrès de Vienne crée à partir du duché de Varsovie et attribue au tsar Alexandre Ier. Il suit l'exemple d'un grand nombre des officiers polonais de la Grande Armée, notamment le général Jozef Zayaczek, nommé vice-roi à la fin de 1815.
En 1819, Morawski est promu général de brigade. De 1820 à 1826, il commande la 3e brigade de la 2e division d'infanterie à Zamość. En 1826, il est mis à la tête de la 1re brigade à Lublin. Il est décoré de l'ordre de Saint-Stanislas par le tsar Nicolas Ier de Russie, successeur d'Alexandre.

### L'insurrection (29 novembre 1830-26 septembre 1831)
Il est à Lublin lorsque l'insurrection commence, le 29 novembre 1830. 
Le 30 janvier 1831, après la destitution de Nicolas Ier du trône de Pologne (25 janvier) et la formation du gouvernement national, présidé par le prince Adam Czartoryski (29 janvier), il est nommé intendant général de l'armée polonaise, quelques jours avant que l'armée russe du maréchal Diebitsch lance l'offensive contre le royaume insurgé (4 février). 
Le 8 mars, il entre dans le gouvernement comme ministre de la Guerre du Gouvernement national, sous la direction du chef du département de la Guerre, Stanislas Barzykowski. 
Après la prise de Varsovie par l'armée russe d'Ivan Paskevitch (7 septembre), il démissionne le 11 septembre 1831, mais suit la Diète et le gouvernement, dirigés par le général Maciej Rybiński, dans la région de Plock et Modlin. Il participe aux négociations avec le général Berg, envoyé de Paskiewicz, rend compte des négociations à la Diète et vote pour l'acceptation lors du Conseil de guerre. Il se retire après l'incident survenu entre Rybinski et Uminski, prélude au passage du gouvernement et de la Diète en Prusse le 26 septembre. 
Resté en Pologne, Morawski fait allégeance au tsar Nicolas Ier, mais est néanmoins envoyé en exil en Russie, à Vologda.

### Dernières années (septembre 1831-1861)
En 1833, il s'installe à Lubonia et se consacre à la littérature jusqu'à sa mort en 1861.

### Mariage et descendance
Dans les années 1820, il épouse Aniela Wierzchowska avec laquelle il a deux enfants, Tadeusz (1821-1888) et Anna Maria (1822-1891),.

## Principales œuvres
- Oda na powrót wojska, 1812 (Ode au retour de l'armée)
- Sen poety. Scena liryczna, Varsovie 1818 (Rêve du poète. Scène lyrique)
- Wisła i zima, Varsovie, avant 1834 (La Vistule et l'hiver)
- Życie Kajetana Koźmiana, Poznań, 1856 (La vie de Kajetan Kożmian)

## Décorations
- Croix d'or de l'Ordre militaire de Virtuti Militari[6]
- Croix de Chevalier de la Légion d'honneur[7]
- Croix de chevalier de l'Ordre militaire de Virtuti Militari[7]
- Croix d'Officier de la Légion d'honneur[7]
- Ordre de Saint-Stanislas[8]
- Ordre de Saint-Vladimir[9]
- Ordre de Sainte-Anne[9]